# アーサー・マイケル
アーサー・マイケル（Arthur Michael、1853年8月7日 - 1942年2月8日）は、マイケル付加でよく知られているアメリカの有機化学者である。

## 生涯
1853年、ニューヨーク州のバッファローにて裕福な不動産投資家であったジョンとクララ・マイケルの子どもとして生まれた。化学は地元の教師と彼の手製の実験室で学んだ。病気によりハーバード大学に通うことを断念したが、1871年にヨーロッパを旅行した際にドイツに留学することを決心した。
ベルリン大学のホフマン化学実験室で研究したのち、ハイデルベルク大学ではロベルト・ブンゼンに、2年後には再度ホフマンに師事した。彼はそのとき留年のために、パリの薬科大学でアドルフ・ヴュルツに、サンクトペテルブルクのドミトリ・メンデレーエフに師事した。
1880年にアメリカに戻り、1882年から1889年までタフツ大学で化学の教授となった。タフツ大学では、1888年に彼の学生であったヘレン・セシリア・デ・シルバー・アボットと出会い、結婚した。数年後に夫妻はイングランドのワイト島に渡って自作の研究所で研究を行い、1894年には再度タフツ大学に戻り1907年には名誉教授となった。5年後に退官したが、1912年にはハーバード大学で化学の教授となり、1936年まで勤めた。
1942年2月8日、フロリダ州のオーランドで死去。妻は1904年に死去した。彼らに子どもはいなかった。

## 研究
最も有名なのはマイケル付加と呼ばれる反応である。マイケルの定義によれば、ケトンまたはアルデヒドのエノラートイオンとα,β-不飽和カルボニル化合物のβ炭素に結合させる反応である 。

## 活動、栄誉
- 米国科学アカデミー会員 (1889)